# Беккерт, Гленн
Гленн Альфред Беккерт (англ. Glenn Alfred Beckert, 12 октября 1940, Питтсбург, Пенсильвания — 12 апреля 2020, Энглвуд, Флорида) — американский бейсболист, игрок второй базы. Выступал в Главной лиге бейсбола с 1965 по 1975 год. Большую часть карьеры провёл в составе клуба «Чикаго Кабс». Четырёхкратный участник Матча всех звёзд лиги. Обладатель награды Золотая перчатка по итогам сезона 1968 года.

## Биография
Гленн Беккерт родился 12 октября 1940 года в Питтсбурге в семье немецкого происхождения. Он учился в старшей школе Перри, играл за её команды по бейсболу, баскетболу и американскому футболу. Школу Гленн окончил в 1958 году, затем до 1962 года учился в Аллегейни-колледже по специальности «политология». Во время учёбы ему предлагали контракт с клубом «Нью-Йорк Янкис», от которого Беккерт отказался, решив сначала получить диплом.
В 1962 году Гленн подписал контракт с «Бостон Ред Сокс», в конце того же сезона на драфте младших лиг его выбрали «Чикаго Кабс». Несколько лет он провёл в фарм-клубах, играя на второй и третьей базах и шортстопом. Весной 1965 года Беккерт прошёл предсезонные сборы с основным составом «Кабс» и в апреле дебютировал в Главной лиге бейсбола. В регулярном чемпионате он отбивал с показателем 23,9 %. По ходу следующего сезона он провёл результативную серию из двадцати игр с хитам, повысив свой показатель эффективности игры на бите до 28,7 %. В 1967 году Гленн выбил рекордные для себя пять хоум-ранов и отличился кражей дома. По ходу чемпионата он пропустил две недели из-за участия в военных сборах. Эта пауза существенно повлияла на его результативность. До неё Беккерт отбивал с эффективностью 30,6 %, а закончил год с показателем 28,0 %. В ноябре он женился на стюардессе Мэри Эйлин Маршалл.
Отличный сезон Беккерт провёл в 1968 году. Он сыграл рекордные 155 матчей, стал лучшим в лиге с 98 ранами и выбил 189 хитов. Главный тренер «Кабс» Лео Дюроше называл его лучшим вторым базовым в лиге. Его показатель отбивания по итогам чемпионата составил 28,9 %, Гленн занял девятое место по итогам голосования, определявшего Самого ценного игрока Национальной лиги. Также в том сезоне он получил единственную в карьере Золотую перчатку. По ходу чемпионата Беккерт провёл серию из 27 игр подряд с хитами, лишь на одну меньше, чем рекорд клуба.
В 1969 году «Кабс» ближе всего за время выступлений Беккерта подошли к выходу в плей-офф, но остались только вторыми в Национальной лиге. Для него самого сезон был испорчен травмами. В апреле он столкнулся с игроком «Сент-Луис Кардиналс» Майком Шенноном и был унесён с поля на носилках, хотя избежал серьёзных повреждений. В мае ему попали мячом в лицо, на подбородок Гленну наложили пятнадцать швов. Наконец, в июне он серьёзно повредил палец и пропустил около месяца. В то же время, несмотря на все эти проблемы, в июле Беккерт впервые в карьере был приглашён на Матч всех звёзд. В 1970 году он был выбран туда уже как игрок стартового состава, хотя сам признавал, что сезон провёл хуже. Одно из лучших своих выступлений Гленн продемонстрировал в 1971 году, заняв третье место среди всех отбивающих Национальной лиги с показателем 34,2 %. Чемпионат он завершил досрочно, из-за разрыва сухожилия на руке.
Сезон 1972 года стал для Беккерта предпоследним в составе «Кабс». В этом чемпионате он выбил последний хоум-ран в своей карьере и получил очередную травму, на этот раз колена. Пропустив почти месяц, Гленн вернулся на поле, но завершил год с показателем отбивания всего 27,0 %, худшим для себя с момент дебюта в лиге. В 1973 году этот показатель снизился ещё больше, до 25,5 %, хотя по ходу чемпионата Беккерт провёл результативную серию из 26 игр. В конце сезона ему снова пришлось пропустить несколько недель из-за болей в ноге. В октябре ему сделали операцию по удалению шпоры, а через неделю «Кабс» обменяли его в «Сан-Диего Падрес».
В «Сан-Диего» стремились повысить посещаемость игр за счёт приглашения звёзд, в том числе и Беккерта. Зрителей действительно стало больше, но результаты команды оставались на низком уровне. Для него самого сезон тоже сложился неудачно. Из-за различных повреждений Гленн пропустил значительную часть чемпионата, по итогам которого его показатель отбивания составил всего 25,6 %. В апреле 1975 года, после очередной травмы руки, «Падрес» отчислили Беккерта. После этого он, по совету врачей, принял решение завершить карьеру. Гленн судился с командой и в результате получил 35 тысяч долларов заработной платы за последний сезон. Время, проведённое в составе «Падрес», он называл одним из худших в жизни, а условия на предсезонных сборах команды в Аризоне сравнивал со шталагом.
Завершив спортивную карьеру, Беккерт занимался биржевой торговлей в Чикаго. В 2006 году ему диагностировали рак лёгких, с которым он справился. 
Скончался Гленн Беккерт 12 апреля 2020 года в возрасте 79 лет.